# علي حمام
علي نزار حمام (25 أغسطس 1986) هو لاعب كرة قدم لبناني يلعب كظهير أيمن لنادي النجمة في الدوري اللبناني الممتاز، والذي يقوده.
بدأ مسيرته المهنية في نادي التقدم عنقون، ثم انتقل إلى الأهلي صيدا في عام 2006، الذي ساعدهم على الوصول إلى الدوري اللبناني الممتاز، وفي عام 2008 انضم إلى النجمة حيث فاز بالدوري مرتين وكأس السوبر مرة واحدة وكأس النخبة مرة واحدة. بعد ستة مواسم في النادي، انتقل إلى إيران للعب مع نادي ذوب آهن، حيث فاز بكأس حذفي مرتين، وكأس السوبر مرة واحدة. عاد إلى النجمة عام 2018، وفاز بكأس النخبة في موسمه الأول.
مثل لبنان دولياً بين عامي 2009 و2019؛ وشارك في 56 مباراة وسجل ثلاثة أهداف. كان جزءًا من الفريق الذي لعب في كأس آسيا 2019، وهي أول مشاركة للبنان في التصفيات.

## مهنة النادي

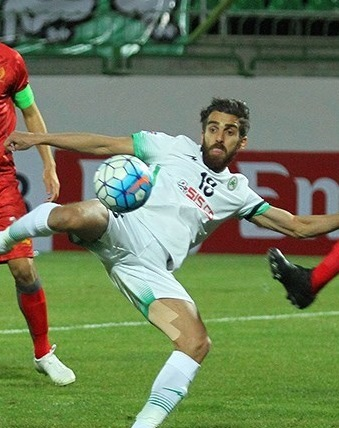
علي حمام مع زوب اهان عام 2016

بدأ حمام مسيرته المهنية مع التقدم عنقون، قبل أن ينضم إلى الأهلي صيدا في عام 2006، الذي كان من الاندية الصاعدة حديثاً إلى الدوري اللبناني الممتاز .[بحاجة لمصدر] وفي نهاية موسم 2006–07 احتل المركز السابع، وفي موسم 2007–08 احتل فريقه المركز الأخير، وهبط إلى الدرجة الثانية.[بحاجة لمصدر] بقي حمام في الدرجة الممتاز، لانه انتقل إلى نادي النجمة.[بحاجة لمصدر]
لعب مع النجمة من موسم 2008 إلى 2014، وفاز بالدوري مرتين، مرة في الموسم الأول وأخرى في موسمه الأخير، بالإضافة إلى كأس السوبر اللبناني وكأس النخبة اللبناني، وكلاهما في عام 2014.[بحاجة لمصدر]
في عام 2014، انتقل إلى إيران ليلعب لفريق ذوب أهن مقابل سعر يقدر بحوالي 200 ألف يورو.[بحاجة لمصدر] فاز بكأس حذفي مرتين، في 2014–15 و2015–16، وكأس السوبر الإيراني في 2016.[بحاجة لمصدر] لعب 80 مباراة في الدوري وسجل أربعة أهداف للنادي الإيراني. في عام 2020، اختير حمام كأفضل ظهير أيمن في دوري أبطال آسيا 2016.
وبعد أربع سنوات، في عام 2018، عاد إلى النجمة. وفاز بكأس النخبة اللبناني عام 2018 .[بحاجة لمصدر]

## مهنة دولية

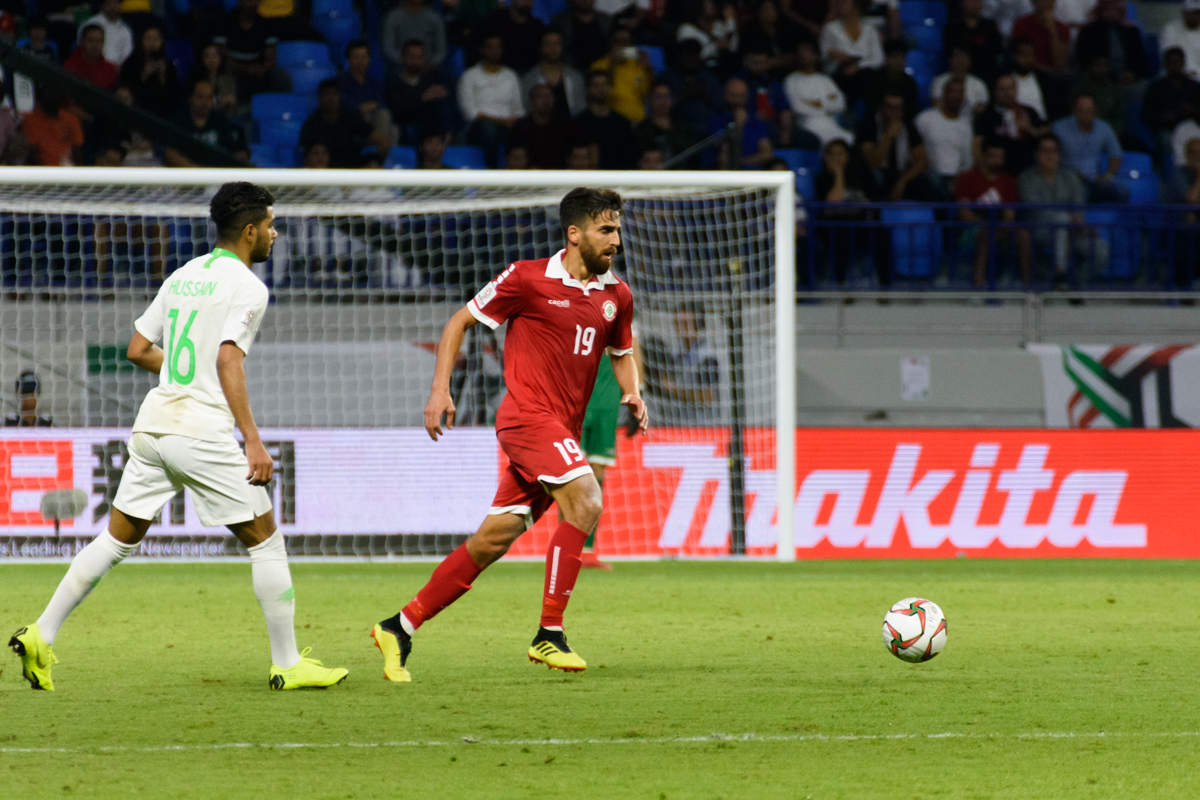
حمام مع لبنان في كأس آسيا 2019

في ديسمبر 2018، استدعي للمشاركة في كأس آسيا 2019. في 16 أكتوبر 2019، أعلن اعتزاله اللعب الدولي، برصيد ثلاثة أهداف في 56 مباراة.

## الإحصائيات المهنية

### النادي
| النادي          | قسم             | موسم            | الدوري | الدوري  | كأس الحزفي | كأس الحزفي | آسيا | آسيا    | المجموع | المجموع |
| النادي          | قسم             | موسم            | ظهور   | الأهداف | ظهور       | الأهداف    | ظهور | الأهداف | ظهور    | الأهداف |
| --------------- | --------------- | --------------- | ------ | ------- | ---------- | ---------- | ---- | ------- | ------- | ------- |
| زوب اهان        | دوري المحترفين  | 2014–15         | 25     | 0       | 5          | 0          | -    | -       | 30      | 0       |
| زوب اهان        | دوري المحترفين  | 2015–16         | 24     | 1       | 5          | 0          | 7    | 0       | 36      | 1       |
| زوب اهان        | دوري المحترفين  | 2016–17         | 24     | 2       | 4          | 0          | 4    | 0       | 32      | 2       |
| زوب اهان        | دوري المحترفين  | 2017–18         | 7      | 1       | 0          | 0          | 0    | 0       | 7       | 1       |
| المجموع الوظيفي | المجموع الوظيفي | المجموع الوظيفي | 80     | 4       | 14         | 0          | 11   | 0       | 107     | 4       |

### دولي
| # | تاريخ          | مكان                                         | الخصم          | نتيجة | حصيلة | مسابقة                 |
| - | -------------- | -------------------------------------------- | -------------- | ----- | ----- | ---------------------- |
| 1 | 15 نوفمبر 2015 | ملعب صيدا البلدي، صيدا، لبنان                | لاوس           | 4-0   | 7-0   | تصفيات كأس العالم 2018 |
| 2 | 10 أكتوبر 2017 | ملعب مدينة كميل شمعون الرياضية، بيروت، لبنان | كوريا الشمالية | 4-0   | 5-0   | تصفيات كأس آسيا 2019   |
| 3 | 9 نوفمبر 2017  | الملعب الوطني، كالانغ، سنغافورة              | سنغافورة       | 1-0   | 1-0   | ودي                    |

## الإنجازات
النجمة
- الدوري اللبناني الممتاز : 2008–09 ، 2013–14
- كأس الاتحاد اللبناني : 2021–22 ، 2022–23 ؛ الوصيف: 2020–21
- كأس النخبة اللبنانية : 2018 ، 2021
- كأس السوبر اللبناني : 2009; المركز الثاني: 2021

ذوب اهان
- كأس حذفي الإيراني: 2014–15، 2015–16
- كأس السوبر الإيراني: 2016

فردي
- IFFHS فريق الأحلام للرجال في لبنان.[7]
- تشكيلة المشجعين لدوري أبطال آسيا: 2016.[8]
- فريق الموسم في الدوري اللبناني الممتاز: 2008–09،[9] 2011–12،[10] 2012–13،[11][12] 2013–14.[13]

## روابط خارجية
- علي حمام على موقع أف آي لبنان (FA Lebanon)
- علي حمام على مؤسسة إحصاءات وثيقة لرياضة كرة القدم
- علي حمام على فرق كرة القدم الوطنية.كوم
- علي حمام  على سكروي
- علي حمام في موقع كرة القدم العالمية.نت
- علي حمام على أل أف جي